# Хельги Даниэльссон
Хе́льги Валюр Даниэ́льссон (исл. Helgi Valur Daníelsson, 13 июля 1981, Уппсала, Швеция) — исландский и шведский футболист, игравший на позиции полузащитника.

## Карьера

### Клубная
Футболом начинал заниматься в исландском «Филкире», откуда в октябре 1998 года перебрался в «Питерборо Юнайтед», представляющий третий английский дивизион. В 2003 году Даниэльссон возвращается в родной клуб, за который выступает до конца 2005 года. Далее он переезжает в Швецию, где выступает сначала за «Эстер», а затем подписывает контракт с «Эльфсборгом», за который дебютирует 23 апреля 2008 года в гостевом матче с «Хаммарбю». В конце 2009 года переходит в клуб второй Бундеслиги «Ганзу» из Ростока. За немецкий клуб Хельги дебютирует 5 февраля 2010 года в матче 21-го тура с «Рот-Вайссом», выйдя на поле в стартовом составе. По итогам чемпионата «Ганза» заняла 16-е место в турнирной таблице и была вынуждена играть в стыковых матчах «Ингольштадтом». Ростокский клуб проиграл обе встречи: в гостях 0:1 и дома 0:2. В результате Ганза вылетела в третью лигу, а Даниэльссон перебрался обратно в шведский чемпионат, подписав контракт на три с половиной года со стокгольмским АИКом. В его составе в чемпионате Швеции дебютировал 17 июля в матче с «Мальмё», до этого успев сыграть за стокгольмцев два матча в кубке и один в квалификации Лиги чемпионов.

### В сборной
Выступал за юношеские и молодёжные сборные Исландии всех возрастов. В общей сложности за них провёл 38 игр и забил один мяч. Единственный гол Хельги забил 24 апреля 2001 года в отборе на молодёжному чемпионату Европы 2002 года со сборной Мальты, отличившись на пятой минуте матча. В 2001 году впервые получил вызов в национальную сборную, за которую и дебютировал 13 января в игре товарищеского турнира с хозяевами — сборной Индии, выйдя на 70-й минуте вместо оформившего хет-трик Триггви Гвюдмундссона. Следующий матч за сборную Хельги провёл лишь 8 июня 2005 года против сборной Мальты.

## Достижения
- Серебряный призёр чемпионата Исландии: 2000
- Лучший молодой игрок чемпионата Исландии: 2000

## Матчи за сборную
| #  | Дата            | Место                                      | Соперник          | Результат | Турнир                                  |
| -- | --------------- | ------------------------------------------ | ----------------- | --------- | --------------------------------------- |
| 1  | 13 января 2001  | «Джавахарлал Неру», Кочин, Индия           | Индия             | 3:0       | Товарищеский матч                       |
| 2  | 8 июня 2005     | «Лаугардалсвёллур», Рейкьявик, Исландия    | Мальта            | 4:1       | Отборочные матчи чемпионата мира 2006   |
| 3  | 7 октября 2005  | «Войска Польского», Варшава, Польша        | Польша            | 2:3       | Товарищеский матч                       |
| 4  | 28 февраля 2006 | «Лофтус Роуд», Лондон, Англия              | Тринидад и Тобаго | 0:2       | Товарищеский матч                       |
| 5  | 2 сентября 2006 | «Уиндзор Парк», Белфаст, Северная Ирландия | Северная Ирландия | 3:0       | Отборочные матчи чемпионата Европы 2008 |
| 6  | 7 октября 2006  | «Сконто», Рига, Латвия                     | Латвия            | 0:4       | Отборочные матчи чемпионата Европы 2008 |
| 7  | 28 мая 2008     | «Лаугардалсвёллур», Рейкьявик, Исландия    | Уэльс             | 0:1       | Товарищеский матч                       |
| 8  | 19 ноября 2008  | «Хибернианс Граунд», Паола, Мальта         | Мальта            | 1:0       | Товарищеский матч                       |
| 9  | 11 февраля 2009 | «Ла Манга», Ла Манга, Испания              | Лихтенштейн       | 2:0       | Товарищеский матч                       |
| 10 | 1 апреля 2009   | «Хэмпден Парк», Глазго, Шотландия          | Шотландия         | 1:2       | Отборочные матчи чемпионата мира 2010   |
| 11 | 6 июня 2009     | «Лаугардалсвёллур», Рейкьявик, Исландия    | Нидерланды        | 1:2       | Отборочные матчи чемпионата мира 2010   |
| 12 | 9 сентября 2009 | «Лаугардалсвёллур», Рейкьявик, Исландия    | Грузия            | 3:1       | Товарищеский матч                       |
| 13 | 10 ноября 2009  | «Азади», Тегеран, Иран                     | Иран              | 0:1       | Товарищеский матч                       |
| 14 | 14 ноября 2009  | «Жози Бартель», Люксембург, Люксембург     | Люксембург        | 1:1       | Товарищеский матч                       |
| 15 | 3 марта 2010    | «Антонис Пападопулос», Ларнака, Кипр       | Республика Кипр   | 0:0       | Товарищеский матч                       |
| 16 | 12 октября 2010 | «Лаугардалсвёллур», Рейкьявик, Исландия    | Португалия        | 1:3       | Отборочные матчи чемпионата Европы 2012 |